# Norra Möckleby
Norra Möckleby är en småort i Mörbylånga kommun i Kalmar län och kyrkby i Norra Möckleby socken, belägen på östra Öland drygt en mil öster om Färjestaden.

## Historia
Namnet skrevs Myklæby 1343. Bestämningen "norra" är för att skilja orten från Södra Möckleby på sydvästra Öland. Ibland har orten kallats Östra Möckleby (till exempel 1429). Ett alternativt namn, för att undvika namnkollisionen, har varit Långanäs (Langenæss 1283). Förledet Möckle- kommer från det fornsvenska mykil, som betyder "stor".

### Befolkningsutveckling
| Befolkningsutvecklingen i Norra Möckleby 1990–2015            | Befolkningsutvecklingen i Norra Möckleby 1990–2015 | Befolkningsutvecklingen i Norra Möckleby 1990–2015 | Befolkningsutvecklingen i Norra Möckleby 1990–2015 | Befolkningsutvecklingen i Norra Möckleby 1990–2015 |
| ------------------------------------------------------------- | -------------------------------------------------- | -------------------------------------------------- | -------------------------------------------------- | -------------------------------------------------- |
|                                                               |                                                    |                                                    |                                                    |                                                    |
| År                                                            |                                                    |                                                    | Folkmängd                                          | Areal (ha)                                         |
| 1990                                                          | 1990                                               |                                                    | 228                                                | 31#                                                |
| 1995                                                          | 1995                                               |                                                    | 219                                                | 34                                                 |
| 2000                                                          | 2000                                               |                                                    | 212                                                | 34                                                 |
| 2005                                                          | 2005                                               |                                                    | 179                                                | 34#                                                |
| 2010                                                          | 2010                                               |                                                    | 171                                                | 37#                                                |
| 2015                                                          | 2015                                               |                                                    | 185                                                | 59#                                                |
| Anm.: Ny tätort 1995. Upphörde som tätort 2005. # Som småort. |                                                    |                                                    |                                                    |                                                    |

## Samhället
I Norra Möckleby ligger Norra Möckleby kyrka. 